# Circuit du Béarn
Der Circuit du Béarn war ein französischer Wettbewerb im Straßenradsport, der für Berufsfahrer in Südfrankreich veranstaltet wurde.

## Geschichte
Der Circuit du Béarn wurde 1927 begründet. Bis 1931 war der Wettbewerb ein Etappenrennen, danach ein Eintagesrennen. Es wurde in der Gegend um die Stadt Pau in der Region Nouvelle-Aquitaine ausgetragen.

## Palmarès
- 1927  Victor Fontan
- 1928  Jean Mouveroux
- 1929  Valeriano Riera
- 1930  Hector Martin
- 1931  David Pedrero
- 1932  Louis Capdepuy
- 1933  Pierre Magne
- 1934  Jean Bear
- 1935  Gabriel Hargues